# راسيل أرنولد
راسيل أرنولد (بالإنجليزية: Russ Arnold)‏ هو لاعب الجسر ‏ أمريكي، ولد في 6 مارس 1921، وتوفي في 27 يناير 2012.